# Episodi di Queer Eye (programma televisivo 2018) (prima stagione)
La prima stagione di Queer Eye è stata pubblicata su Netflix il 7 febbraio 2018.
| nº | Titolo originale             | Titolo italiano           | Prima visione mondiale |
| -- | ---------------------------- | ------------------------- | ---------------------- |
| 1  | You Can't Fix Ugly           | Senza speranza            | 7 febbraio 2018        |
| 2  | Saving Sasquatch             | Missione Sasquatch        | 7 febbraio 2018        |
| 3  | Dega Don't                   | Un club senza stile       | 7 febbraio 2018        |
| 4  | To Gay or Not Too Gay        | Gay ma non troppo         | 7 febbraio 2018        |
| 5  | Camp Rules                   | Le regole di Camp         | 7 febbraio 2018        |
| 6  | The Renaissance of Remington | La rinascita di Remington | 7 febbraio 2018        |
| 7  | Below Average Joe            | Al di sotto della media   | 7 febbraio 2018        |
| 8  | Hose Before Bros             | Fratelli pompieri         | 7 febbraio 2018        |

## Senza speranza
- Location: Dallas, Georgia
- Protagonista: Tom

### Trama
Tom è un divorziato di 57 anni. Il team lo aiuta a prepararsi per un appuntamento in un salone automobilistico alla fine della settimana. Tom ha il lupus e ha bisogno di un aiuto speciale per la cura della pelle. Bobby crea un'area di intrattenimento all'aperto nel cortile sul retro. Il restyling ha successo e Tom è pronto a portare avanti le modifiche che ha implementato durante la visita.

## Missione Sasquatch
- Location: Atlanta, Georgia
- Protagonista: Neal

### Trama
Neal è un programmatore di 36 anni che ospita una festa per il rilascio di un app. Lui è solitario, ha eretto barriere fisiche ed emotive che impediscono alle persone di avvicinarsi troppo. Ottiene una pulizia seria della casa e nuovi mobili. Jonathan modernizza i capelli e la barba di Neal e Tan gli crea un nuovo guardaroba per adattarsi meglio alla sua carriera. Entro la fine della settimana, Neal si sente più sicuro, è pronto a socializzare di più ed è pronto a continuare con i miglioramenti che ha imparato.

## Un club senza stile
- Location: Winder, Georgia
- Protagonista: Cory

### Trama
Il candidato è Cory, un 36enne fan di Marine e NASCAR. All'inizio dell'episodio, i Fab Five vengono fermati accompagnati dalla polizia. Karamo, che guida, è particolarmente allarmato a causa dei recenti episodi di violenza e sparatorie in tutti gli Stati Uniti che coinvolgono i neri e la polizia. Più tardi Karamo e Cory hanno discusso di questo argomento e della necessità di creare fiducia tra bravi poliziotti e civili. Cory dice alla fine dell'episodio che quella conversazione è stata il momento clou della settimana per lui. Bobby modifica gli spazi del piano principale della casa di Cory così lui si sentirà più a suo agio nella sua casa. Antoni fornisce consigli nutrizionali e insegna a Cory come preparare un antipasto di avocado e pompelmo. La famiglia si unisce al musical Finding Neverland al termine dello show.

## Gay ma non troppo
- Location: Atlanta, Georgia
- Protagonista: AJ

### Trama
AJ è un ingegnere civile gay di 32 anni che ha intenzione di fare coming out alla sua matrigna. Si rammarica di non aver mai fatto coming out a suo padre prima di morire. Karamo lo aiuta a superare le sue emozioni su questo argomento. Antoni e AJ visitano la sua matrigna per imparare come fare i tamales e per invitarla alla festa che AJ ha in programma di ospitare. Bobby pulisce e riorganizza l'appartamento di AJ per convertirlo a uno spazio abitativo funzionale. Jonathan gli insegna come rasarsi la barba e i capelli.  Alla festa, alla fine della settimana, AJ legge alla matrigna una lettera che ha scritto a suo padre, in cui spiega che è gay, e come si rammarica di non averlo mai fatto. La sua matrigna dice che sarà sempre lì per lui e lo accetterà come è.

## Le regole di Camp
- Location: Marietta, Georgia
- Protagonista: Bobby

### Trama
Bobby è un padre di 48 anni con 6 figli. Fa due lavori per sostenere la sua famiglia e ha una vita familiare molto caotica. Lui e sua moglie hanno avuto un matrimonio disastroso senza foto e senza un primo ballo. Sua moglie lo ha nominato per un restyling per ringraziarlo per tutto quello che fa per la famiglia. La casa è estremamente caotica. Antoni si sforza di organizzare la cucina mentre Jonathan e Tan convincono Bobby a rendere la cura di sé più prioritaria. Ai Fab 5 Bobby parla di come la casa ha bisogno di essere organizzata meglio e che i bambini dovrebbero aiutare con le faccende domestiche. Inizia un orto con l'intenzione che i bambini lo aiutino a prendersene cura. Alla fine della settimana Bobby e sua moglie ottengono finalmente una nuova occasione per il ricevimento di nozze (che era andato storto la prima volta).

## La rinascita di Remington
- Location: Atlanta, Georgia
- Protagonista: Remington

### Trama
Remy ha 27 anni e vive nella casa delle nonne, che non è stata rinnovata dagli anni '70. Indossa spesso indumenti da palestra e ha capacità culinarie limitate. Remy vuole imparare ad essere più colto e imparare a cucinare per la sua famiglia.

## Al di sotto della media
- Location: Norcross, Georgia
- Protagonista: Joe

### Trama
Joe è un comico di 33 anni che vive ancora a casa. Ha recentemente perso una notevole quantità di peso, ma manca di fiducia. Il Fab 5 aiuta Joe a imparare come vestirsi per il suo nuovo corpo e a presentarsi con sicurezza.

## Fratelli pompieri
- Location: Covington, Georgia
- Protagonista: Jeremy

### Trama
Jeremy, un pompiere, ama aiutare le persone e addestrare altri vigili del fuoco. È un burlone, ma prende molto seriamente il suo lavoro. È sposato con Bonnie e ha cinque figli adottivi che sono tutti fratelli biologici. I Fab 5 vanno alla caserma dei pompieri e si preparano per una raccolta di fondi alla fine della settimana.